# Temnora mirabilis
Temnora mirabilis är en fjärilsart som beskrevs av Talbot 1932. Temnora mirabilis ingår i släktet Temnora och familjen svärmare. Inga underarter finns listade i Catalogue of Life.